# Ксенозаври
Ксенозаври (Xenosauridae) — родина ящірок. Має 2 підродини, 2 роди, 7 видів. Інша назва «вузлові ящірки».

## Опис
Загальна довжина сягає 24—46 см. Шкіра має зеленувате, оливкове, сірувате, коричневе або чорне забарвлення. Голова досить стиснута, велика й тупа, є значний тім'яний отвір. Язик подвоєний на кінці. У ксенозаврів добре розвинуті скроневі дуги. Тулуб має циліндричну форму. Тулуб й голова вкриті дрібною неоднорідною лускою. На спині поздовжніми рядками проходить велика, розташована у вигляді рідкого гребінця, луска. У ксенозаврів гарно розвинуті кінцівки. Хвіст помірно довгий. Очі маленькі й червоні.

## Спосіб життя
Полюбляють гірську місцевість, річки, інші водоймища. Гарно плавають та пірнають. Ховаються в ущелинах, серед каміння, у дуплах дерев. Харчуються пуголовками та рибою.
Це яйцеживородні ящірки. Зазвичай самиця ксенозаврів народжує 2—7 дитинчат.

## Розповсюдження
Південна Мексика, Гватемала, південний Китай, інколи зустрічаються у В'єтнамі. Це рідкісні тварини, які охороняються міжнародною спільнотою.

## Підродини та роди
- Шинізаврові
  - Рід Шинізавр (1 вид)

- Ксенозаврові
  - Рід Ксенозавр (6 видів)